# Frank Gray (physicien et chercheur)
Pour les articles homonymes, voir Frank Gray et Gray.
Frank Gray (13 septembre 1887, Alpine dans l’Indiana – 23 mai 1969), est un physicien et chercheur américain aux Laboratoires Bell.
Il est à l’origine de plusieurs innovations en télévision, tant d’un point de vue mécanique qu’électronique que pour avoir déposé, en 1953, un brevet concernant un ancien code binaire qu’il avait nommé « code binaire réfléchi » et que les autres chercheurs baptisèrent Code de Gray.
Ce code de Gray, souvent utilisé en électronique, a également de nombreuses applications en mathématiques.
C’est à l’Université Purdue qu’en 1911 il a obtenu un diplôme en Physique.
Gray a mené des recherches pionnières pour le développement de la télévision, notamment avec Herbert Eugene Ives, en 1927, grâce à un système à lumière réfléchie comprenant des écrans de visionneuse petits et grands, capables de reproduire des images en mouvement monochromatiques assez précises et de recevoir un son synchronisé.
En 1930, il a aidé à développer un système de télévision bidirectionnelle à balayage mécanique 
En 1934, encore au temps de la télévision mécanique et grâce aux séries de Fourier, Gray et Pierre Mertz développent une théorie mathématique du balayage et de ses relations avec les caractéristiques du signal transmis en téléphotographie et en télévision. 
Plus tard, toujours au sein des Laboratoires Bell, Frank Gray a participé aux premiers jours de la révolution digitale.